# 山田幸
山田 幸（やまだ ゆき、1995年7月19日 - ）は、日本のプロボウラー。大阪府東大阪市出身。JPBA第48期生（ライセンスNo.524）。永久A級ライセンス所持者。身長168cm。右投げ。ボウルアロー所属。用品契約はABS。大岡産業、アークライフとスポンサー契約を結んでいる。夫はプロボウラーの和田秀和で、弟の山田成人もプロボウラー。二児の母。

## 経歴
2015年5月15日に女子48期生としてプロ入り。
2015年12月10日から行われた第47回全日本女子プロボウリング選手権大会を準決勝3位で通過し、上位4名による決勝ステップラダーでは、3強（吉田真由美・松永裕美・姫路麗（優勝決定戦・再優勝決定戦を連勝））を下し、最年少で全日本女子制覇、同年のポイントランキングで17位に入りトップシードを獲得。
2016年9月8日から行われた第11回MKチャリティカップにおいて、JPBA公認大会では自身初となる800シリーズの達成とともに優勝し、2勝目を挙げた。
2016年11月12日、京都で開催されたチャレンジマッチの帰り道、同乗していた和田秀和と共に追突事故に遭い頭部打撲と頸椎捻挫（むち打ち症）の怪我を負った。
2019年4月1日、理事会の審議により全日本女子選手権で優勝したことが評され、永久A級ライセンス取得者となった。
2020年12月1日、自身と同じボウルアロー所属のプロボウラー・和田秀和と結婚したことを報告。
2021年6月10日、第一子となる女児を出産。
2022年7月8日から行われた第38回六甲クイーンズオープントーナメントにて決勝で姫路麗を破り優勝し通算3勝目を挙げ、交通事故のケガや出産を乗り越えての優勝に涙した。
2023年10月12日、第二子となる男児を出産。

## 人物
- Pリーグのキャッチフレーズは「新世代のカリスマ」[13]。
- 試合での重要な局面でストライクが出ると飛び上がって喜びを爆発させることから「リアクション女王」と云われることもある[14]。
- Pリーグデビューは第62戦からで、1戦目（対戦相手は小林あゆみと遠藤未菜）にして初勝利で飾った[15]。怪我から復帰の第70戦にてPリーグ初優勝となった[16]。

## プロ入り後の主な戦績
※10位以内の順位のみ

### 公式戦
- 通算成績 3勝
- 800シリーズ達成 1回

#### 2015年
- 第47回全日本女子プロボウリング選手権大会 - 優勝（自身初タイトル）

#### 2016年
- グリコセブンティーンアイス杯第4回プロアマボウリングトーナメント女子 - 5位
- 第11回MKチャリティカップ女子 - 優勝

#### 2017年
- 第12回MKチャリティカップ女子 - 10位
- 第49回全日本女子プロボウリング選手権大会 - 6位

#### 2018年
- 中日杯2018東海オープンボウリングトーナメント女子 - 5位
- スカイAカップ2018プロボウリングレディース新人戦 - 9位
- 第50回全日本女子プロボウリング選手権大会 - 6位

#### 2019年
- スカイAカップ2019プロボウリングレディ - 6位
- 全卸連プレゼンツJPBA☆SSSカップ2019女子 - 6位
- 第42回JLBCクイーンズオープンプリンスカップ - 7位

#### 2022年
- スカイAカップ第43回関西オープンボウリングトーナメント女子 - 3位
- 第38回六甲クイーンズオープントーナメント - 優勝
- 第15回MKチャリティカップ女子 - 10位
- 全卸連プレゼンツJPBA☆SSSカップ2022女子 - 10位

#### 2024年
- 中日杯2024東海オープンボウリングトーナメント女子 - 5位
- 第17回MKチャリティカップ女子 - 2位
- 第56回全日本女子プロボウリング選手権大会 - 4位

#### 2025年
- KISHIKAGAKU GROUP・ピュアフーズ岸プレゼンツ レディースプロボウリングトーナメント2025 - 6位
- グリコセブンティーンアイス杯第12回プロアマボウリングトーナメント女子 - 4位
- 中日杯2025東海オープンボウリングトーナメント女子 - 8位

### Pリーグ
- 第70戦 - 優勝
- 第86戦 - 3位
- 第87戦 - 準優勝
- 第15シーズンチャンピオン決定戦 - 準優勝

### その他表彰
- 2016年度第49回日本プロスポーツ大賞 新人賞[18]